# Andrej Bartol
Andrej Bartol, slovenski sociolingvist, zgodovinar in pedagog, * 30. april 1969.
Leta 1995 je diplomiral na Biotehniški fakulteti (mentor Jože Maček), leta 1996 pa je diplomiral še na Filozofski fakulteti in tam leta 2000 tudi magistriral z magistrskim delom Javna poimenovanja kot del jezikovnega načrtovanja, oboje pod mentorstvom Brede Pogorelec.
Od leta 1995 je profesor na Škofijski klasični gimnaziji v Ljubljani; vmes pa je predaval tudi na Institut national des langues et civilisations orientales v Parizu (2000–2002) in na École Européenne de Bruxelles (2004–2005). Ob šolskem delu je bil v letih 2002–2004 tajnik Zveze društev Slavistično društvo Slovenije, pozneje tudi večkratni član strokovne komisije za slovenščino pri Ministrstvu za kulturo ter vodja ali sodelavec številnih šolskih, medšolskih in mednarodnih projektov (UCAPE). Dijaki pod njegovim mentorstvom so osvojili že blizu dvajset zlatih priznanj na državnih tekmovanjih za Cankarjevo priznanje.